# President del Govern de Navarra

Escut oficial del Govern de Navarra.

El President del Govern de Navarra (en basc, Nafarroako Gobernuko Lehendakaria) ostenta la màxima representació de la Comunitat Foral de Navarra des de l'aprovació de la Llei Orgànica 13/1982, de 10 d'agost, de Reintegració i Amillorament del Règim Foral de Navarra que actualitza l'autogovern de la Comunitat Foral de Navarra a l'empara de la Constitució Espanyola de 1978. L'actual Presidenta del Govern de Navarra és María Chivite (PSN-PSOE).

## Context
Navarra, que es va constituir com a Regne el segle viii, va ser conquerida en la seva major part per les Corones de Castella i Aragó en un procés que va culminar el segle xvi. Va mantenir la condició de Regne fins al 1841 i a partir de llavors va conservar algunes restes forals en els àmbits econòmic i administratiu.CC
La Constitució Espanyola, que afirma principis democràtics de pluralitat política i autonomia, va recollir la realitat del règim foral de Navarra. Per això, en virtut de la seva Disposició Addicional Primera, empara i respecta els drets històrics de Navarra. A l'empara d'aquests drets originaris i històrics, Navarra ha conservat el seu règim foral mitjançant pactes amb l'Estat per adequar a cada moment les relacions competencials i econòmiques. Conseqüentment amb aquesta línia, Navarra i l'Estat van acordar entre 1980 i 1982, la reforma i modernització del règim foral de Navarra, i van formalitzar el Pacte, que es va substanciar en la Llei Orgànica 13/1982, de 10 d'agost, de Reintegració i Millorament del Règim Foral de Navarra. Aquesta Llei estableix l'esquema institucional de Navarra, plasmat en les tres Institucions de la Comunitat: Parlament de Navarra, Govern de Navarra i President del Govern de Navarra. En concret, la manera d'elecció del President i les seves atribucions es van desenvolupar en la Llei Foral 23/1983, d'11 d'abril, del Govern i de l'Administració.

## Mètode d'elecció
Originàriament, l'elecció del President del Govern estava regulada per l'article 29 de la Llei Orgànica 13/1982, de Reintegració i Amillorament del Règim Foral de Navarra. No obstant això, el 26 de març de 2001 es va promulgar la Llei Orgànica 1/2001, per la qual es van modificar diversos articles de l'anterior. Aquesta modificació va obeir a un desig dels partits polítics amb representació majoritària al Parlament de Navarra, en estimar convenient que s'establís un nou procediment d'elecció del President del Govern, amb la finalitat d'escurçar els terminis respecte al sistema anterior.

### Ple del Parlament
Així mateix s'eliminava l'automatisme en favor del candidat que tingués major nombre d'escons, en el cas que cap dels candidats proposats hagués obtingut majoria simple en les successives votacions. A més, amb aquesta modificació es pretenia que per a la designació del President fos requisit imprescindible tenir la condició política de Parlamentari Foral i, finalment, que el President estigués investit de la facultat de la qual fins ara mancava, de dissoldre el Parlament i de convocar eleccions, al marge de l'establert a aquest efecte per al supòsit de fracàs del procés d'investidura.

### Passos per a l'elecció
Així, la Llei Orgànica 1/2001 estableix els passos a seguir per a l'elecció del President del Govern de Navarra per part del Parlament de Navarra, que són els següents:
- El President del Parlament, prèvia consulta amb els portaveus designats pels partits o grups polítics amb representació parlamentària, proposarà un candidat a President del Govern de Navarra, d'entre els membres de la càmera.

- El candidat presentarà el seu programa al Parlament. Per ser escollit, el candidat haurà d'obtenir majoria absoluta en primera votació. En cas de no obtenir-la, es procedirà a una segona votació vint-i-quatre hores després de l'anterior, i la confiança s'entendrà atorgada al candidat si obtingués majoria simple en aquesta segona votació.

- En cas de no aconseguir aquesta majoria, el candidat quedarà rebutjat i es tramitaran les successives propostes de candidat en la forma prevista anteriorment.

- Una vegada que un candidat obtingui la confiança del Parlament, el seu President proposarà el seu nomenament. El nomenament de President del Govern de Navarra serà subscrit pel Rei.

- Si transcorregut el termini de trenta dies naturals a partir de la primera votació cap candidat hagués estat escollit, el Parlament quedarà dissolt, convocant-se immediatament noves eleccions.

Una altra important modificació recollida en la Llei Orgànica 1/2001 fa referència a la capacitat del President del Govern de Navarra per dissoldre el Parlament de Navarra. Així, el President, sota la seva exclusiva responsabilitat i prèvia deliberació del Govern de Navarra, podrà acordar la dissolució del Parlament i convocar noves eleccions, abans del terme natural de la legislatura.
No obstant això, el President no podrà acordar la dissolució del Parlament durant el primer període de sessions, ni quan quedi menys d'un any per acabar la legislatura, o es trobi en tramitació una moció de censura. Tampoc podrà utilitzar aquesta facultat quan es trobi convocat un procés electoral estatal, ni abans que transcorri el termini d'un any des de l'última dissolució per aquest procediment.
En el cas que es produeixi una dissolució del Parlament, la nova càmera resultant de la convocatòria electoral tindrà un mandat limitat pel terme natural de la legislatura originària.

## Atribucions i funcions
Les atribucions del President del Govern de Navarra estan recollides en la Llei Foral 23/1983, d'11 d'abril, que regula el Govern i l'Administració de la Comunitat Foral de Navarra.
El Títol II, dedicat íntegrament al President del Govern, indica que el President designa i separa als Consellers, el nombre dels quals ha d'estar comprès entre 7 i 11, i pot nomenar entre ells fins a dos Vicepresidents. Tots ells componen el Govern de Navarra.
Correspon al President dirigir l'acció del Govern establint les seves directrius generals i assegurar la deguda coordinació entre els Departaments, així com representar al Govern, convocar, presidir, suspendre i aixecar les sessions de Govern i fixar la seva ordre del dia. També és competència del President promulgar els Decrets Forals acordats pel Govern i ordenar la seva publicació en el Butlletí Oficial de Navarra; i resoldre els conflictes d'atribucions entre els diferents Departaments de l'Administració de la Comunitat Foral.
Així mateix, al President li correspon plantejar davant el Parlament la qüestió de confiança sobre el seu programa d'actuació; promulgar en nom del Rei les Lleis Forals, ordenar la seva publicació en el "Butlletí Oficial de Navarra" i remetre-les a la Presidència del Govern de la Nació per a la seva publicació en el "Butlletí Oficial de l'Estat".
El President del Govern de Navarra representa a la Comunitat Foral en les seves relacions amb l'Estat, amb les Comunitats Autònomes i amb qualsevol altra entitat pública o privada i exerceix quantes altres facultats i competències li atribueixin les lleis. Quant al seu estatut personal, el President ostenta la més alta representació de la Comunitat Foral i l'ordinària de l'Estat a Navarra; i rep el tractament d'Excel·lència. Així mateix, cal indicar que la responsabilitat criminal del President és exigible, si escau, davant la corresponent Sala del Tribunal Suprem.
El President cessarà com a conseqüència d'algun d'aquests supòsits:
- Celebració d'eleccions per a la renovació del Parlament. En aquest cas, el President cessant continuarà en l'exercici de les seves funcions fins a la presa de possessió del nou President.
- Denegació d'una qüestió de confiança.
- Aprovació d'una moció de censura.
- Dimissió.
- Sentència ferma que impliqui la seva inhabilitació per al càrrec.
- Defunció.

En qualsevol cas, el President en funcions mai podrà ser objecte de moció de censura ni podrà plantejar la qüestió de confiança.

## Llista de Presidents del Govern de Navarra[1]
| Nom                                                    | Nom                                                    | Retrat                                                 | Naixement i mort                                          | Inici de mandat                                        | Fi de mandat                                           | Partit                                                 |
| President de la Diputació Foral de Navarra (1979-1984) | President de la Diputació Foral de Navarra (1979-1984) | President de la Diputació Foral de Navarra (1979-1984) | President de la Diputació Foral de Navarra (1979-1984)    | President de la Diputació Foral de Navarra (1979-1984) | President de la Diputació Foral de Navarra (1979-1984) | President de la Diputació Foral de Navarra (1979-1984) |
| ------------------------------------------------------ | ------------------------------------------------------ | ------------------------------------------------------ | --------------------------------------------------------- | ------------------------------------------------------ | ------------------------------------------------------ | ------------------------------------------------------ |
|                                                        | Jaime Ignacio del Burgo                                |                                                        | 31 de juliol de 1942 Pamplona                             | 19 d'abril de 1979                                     | 31 d'agost de 1980 (1 any, 134 dies)                   | Unió de Centre Democràtic                              |
|                                                        | Juan Manuel Arza Muñuzuri                              |                                                        | 17 d'octubre de 1932 Estella - 15 de març de 2019 Estella | 31 d'agost de 1980                                     | 14 de gener de 1984 (3 anys, 136 dies)                 | Unió de Centre Democràtic                              |
|                                                        | Jaime Ignacio del Burgo                                |                                                        | 31 de juliol de 1942 Pamplona                             | 14 de gener de 1984                                    | 15 de maig de 1984 (0 anys, 122 dies)                  | Partit Demòcrata Popular                               |
| President del Govern de Navarra (1984-)                |                                                        |                                                        |                                                           |                                                        |                                                        |                                                        |
|                                                        | Gabriel Urralburu Tainta                               |                                                        | 6 de novembre de 1950 Ezkaroze                            | 15 de maig de 1984                                     | 19 d'octubre de 1991 (7 anys, 157 dies)                | Partit Socialista de Navarra                           |
|                                                        | Juan Cruz Alli Aranguren                               |                                                        | 21 de setembre de 1942 Pamplona                           | 3 de desembre de 1991                                  | 3 de juliol de 1995 (3 anys, 212 dies)                 | Unió del Poble Navarrès                                |
|                                                        | Javier Otano Cid                                       |                                                        | 1946 Tudela                                               | 3 de juliol de 1995                                    | 19 de juny de 1996 (0 anys, 352 dies)                  | Partit Socialista de Navarra                           |
|                                                        | Juan Cruz Alli Aranguren                               |                                                        | 21 de setembre de 1942 Pamplona                           | 19 de juny de 1996                                     | 18 de setembre de 1996 (0 anys, 91 dies)               | Convergència de Demòcrates de Navarra                  |
|                                                        | Miguel Sanz Sesma                                      |                                                        | 16 de setembre de 1952 Corella                            | 18 de setembre de 1996                                 | 1 de juliol de 2011 (14 anys, 286 dies)                | Unió del Poble Navarrès                                |
|                                                        | Yolanda Barcina Angulo                                 |                                                        | 4 d'abril de 1960 Burgos                                  | 1 de juliol de 2011                                    | 22 de juliol de 2015 (4 anys, 21 dies)                 | Unió del Poble Navarrès                                |
|                                                        | Uxue Barkos                                            |                                                        | 5 de juliol de 1964 Pamplona                              | 22 de juliol de 2015                                   | 6 d'agost de 2019 (4 anys, 15 dies)                    | Geroa Bai                                              |
|                                                        | María Chivite                                          |                                                        | 5 de juny de 1978 Cintruénigo                             | 6 d'agost de 2019                                      | en el càrrec                                           | Partit Socialista de Navarra                           |